# Metromost Morland
Metromost Morland (francouzsky Pont-métro Morland) je metromost v Paříži. Kovový nýtovaný most slouží pro linku 5 pařížského metra pro překonání přístavu Bassin de l'Arsenal.

## Lokace
Most vede přes zdymadlo mezi přístavem Bassin de l'Arsenal a řekou Seinou na nábřeží Quai de la Rapée na pravém břehu. Most spojuje 4. a 12. obvod a nachází se na severním konci stanice metra Quai de la Rapée.